# Segnaletica stradale in Norvegia
I segnali stradali in Norvegia sono regolati dallo Statens vegvesen (Agenzia pubblica delle Strade), sono installati lungo il ciglio della strada sul lato destro della carreggiata e sono suddivisi in nove categorie: segnali di pericolo, di precedenza, di divieto, di obbligo, di indicazione, di servizi, di direzione, pannelli integrativi e segnaletica orizzontale. Sono stati modificati in ultima istanza dal decreto entrato in vigore il 1º giugno 2006 che ha sostituito il vecchio codice della strada del 1967.
Se vi è del testo nei segnali, questo è in lingua norvegese, mentre nelle regioni più settentrionali del Paese i segnali di indicazione possono avere la scritta anche in lingua sami. Come nella maggior parte dei Paesi europei, non possono essere installati più di tre segnali sullo stesso supporto, ed il più importante deve essere posto in cima agli altri. La maggior parte dei segnali sono basati su disegni come nella maggior parte dei Paesi europei, eccezion fatta per quelli con scritte come il segnale di Fermarsi e dare precedenza o quello di Dogana. I segnali hanno una pellicola riflettente o possono essere dotati di sistemi di auto-illuminazione.
Agli incroci non regolati da segnaletica stradale o semafori vige la regola generale di dare la precedenza ai veicoli provenienti da destra, a meno che non sia altrimenti specificato.

## Segnali di pericolo
I segnali di pericolo in Norvegia hanno sfondo bianco ed una classica forma triangolare. Quelli che vengono utilizzati per indicazioni temporanee hanno sfondo giallo (es. Lavori). Sulle isole Svalbard viene utilizzato il segnale Pericolo orsi polari, con sfondo nero e sagoma bianca.
| Segnale norvegese | Significato                                                            | Spiegazione |
| ----------------- | ---------------------------------------------------------------------- | --- |
|                   | Curva pericolosa a destra                                              | Presegnala un tratto di strada non rettilineo pericoloso per la limitata visibilità o per caratteristiche del tracciato (curva stretta a destra). |
|                   | Curva pericolosa a sinistra                                            | Presegnala un tratto di strada non rettilineo pericoloso per la limitata visibilità o per caratteristiche del tracciato (curva stretta a sinistra). |
|                   | Doppia curva pericolosa, la prima a destra                             | Presegnala una doppia curva, di cui la prima a destra. |
|                   | Doppia curva pericolosa, la prima a sinistra                           | Presegnala una doppia curva, di cui la prima a sinistra. |
|                   | Salita ripida                                                          | Presegnala un tratto di strada in forte salita secondo il senso di marcia. La pendenza è espressa in percentuale. |
|                   | Discesa pericolosa                                                     | Presegnala un tratto di strada in discesa secondo il senso di marcia. La pendenza è espressa in percentuale. |
|                   | Strettoia                                                              | Segnala un restringimento pericoloso della carreggiata. |
|                   | Strettoia asimmetrica a destra                                         | Segnala un restringimento pericoloso sul lato destro della carreggiata. |
|                   | Strettoia asimmetrica a sinistra                                       | Segnala un restringimento pericoloso sul lato sinistro della carreggiata. |
|                   | Strada deformata                                                       | Segnala un tratto di strada in cattivo stato o con pavimentazione irregolare. |
|                   | Dosso                                                                  | Segnala un'anomalia altimetrica convessa della strada che limita la visibilità. |
|                   | Lavori                                                                 | Presegnala cantieri di lavori in corso, depositi temporanei di materiale, presenza di macchinari adibiti ai lavori stradali. |
|                   | Ghiaia                                                                 | Presegnala la presenza di pietrisco, di materiale minuto o granaglia che può essere proiettato a distanza o scagliato in aria dai veicoli in transito. |
|                   | Caduta massi                                                           | Presegnala il pericolo di caduta massi dalla parete rocciosa soprastante a destra con possibile presenza di pietre sulla carreggiata. |
|                   | Caduta massi                                                           | Presegnala il pericolo di caduta massi dalla parete rocciosa soprastante a sinistra con possibile presenza di pietre sulla carreggiata. |
|                   | Strada sdrucciolevole                                                  | Presegnala un tratto di strada che in particolari condizioni climatiche od ambientali può diventare sdrucciolevole. |
|                   | Banchina cedevole                                                      | Presegnala un tratto di strada con una banchina cedevole. |
|                   | Ponte mobile                                                           | Presegnala una struttura stradale mobile comunque manovrabile. |
|                   | Sbocco su argine o molo                                                | Presegnala il pericolo di caduta in acqua. Può essere integrato con pannelli distanziometrici. |
|                   | Galleria                                                               | Segnala l'approssimarsi di una galleria stradale. |
|                   | Intersezione                                                           | Presegnala un incrocio in cui vige la regola generale di dare la precedenza a destra. |
|                   | Intersezione con circolazione rotatoria                                | Segnala, sulle strade urbane e extraurbane, una intersezione regolata da circolazione rotatoria. |
|                   | Semaforo                                                               | Presegnala un impianto semaforico posto su strade sia urbane che extraurbane. |
|                   | Passaggio a livello con barriere                                       | Segnala un passaggio a livello con barriere ed è integrato con il pannello distanziometrico a tre barre rosse. |
|                   | Passaggio a livello senza barriere                                     | Segnala un passaggio a livello senza barriere ed è integrato con il pannello distanziometrico a tre barre rosse. |
|                   | Pannelli distanziometrici                                              | Indicano la distanza dal passaggio a livello o dal ponte mobile per il quale vengono installati. Sono posti sul lato destro della carreggiata |
|                   | Incrocio con un passaggio a livello senza barriere                     | Segnala un passaggio a livello od un attraversamento tranviario senza barriere con un solo binario, ed invita quindi i conducenti alla massima prudenza, invitandoli a fermarsi immediatamente se fossero attive le due luci rosse lampeggianti e/o il segnale acustico che indicano l'avvicinarsi del treno. Può anche essere installata in verticale per ragioni di minor ingombro. |
|                   | Incrocio con un passaggio a livello senza barriere a più di un binario | Segnala un passaggio a livello od attraversamento tranviariosenza barriere con più di un binario, ed invita quindi i conducenti alla massima prudenza, invitandoli a fermarsi immediatamente se fossero attive le due luci rosse lampeggianti e/o il segnale acustico che indicano l'avvicinarsi del treno. Può anche essere installata in verticale per ragioni di minor ingombro.   |
|                   | Attraversamento di tram                                                | Segnala attraversamento tranviario. |
|                   | Attraversamento pedonale                                               | Segnala l'avvicinarsi di un passaggio pedonale segnalato sulla carreggiata. |
|                   | Bambini                                                                | Segnala luoghi frequentati da bambini, come le scuole, i giardini pubblici, i campi di gioco e simili. |
|                   | Attraversamento ciclabile                                              | Presegnala attraversamento di ciclisti contraddistinto da appositi segni sulla carreggiata. |
|                   | Attraversamento di alci                                                | Presegnala un tratto di strada con probabile improvvisa presenza od attraversamento di alci. |
|                   | Attraversamento di renne                                               | Presegnala un tratto di strada con probabile improvvisa presenza od attraversamento di renne. |
|                   | Attraversamento di cervi o caprioli                                    | Presegnala un tratto di strada con probabile improvvisa presenza od attraversamento di cervi o caprioli. |
|                   | Attraversamento di animali domestici                                   | Presegnala un tratto di strada con probabile improvvisa presenza od attraversamento di animali domestici. |
|                   | Attraversamento di pecore                                              | Presegnala un tratto di strada con probabile improvvisa presenza od attraversamento di pecore. |
|                   | Doppio senso di circolazione                                           | Segnala un tratto di strada che da senso unico diventa a doppio senso. |
|                   | Coda                                                                   | Presegnala un tratto di strada in cui è in atto un forte rallentamento od una coda del traffico. |
|                   | Passaggio di aeroplani a bassa quota                                   | Presegnala la possibilità di improvvisi forti rumori o abbagliamenti dovuti ad aeroplani a bassa quota. |
|                   | Vento laterale                                                         | Presegnala la possibilità di forti raffiche di vento laterale. |
|                   | Incidente stradale                                                     | Indica che si è in presenza di un incidente stradale. |
|                   | Sciatori                                                               | Segnala la possibilità di incontrare sciatori sulla carreggiata. |
|                   | Cavalieri                                                              | Segnala la possibilità di incontrare persone che esercitano l'equitazione sulla carreggiata. |
|                   | Altri pericoli                                                         | Segnala un pericolo diverso da quelli indicati negli altri segnali di pericolo. |
|                   | Attraversamento di orsi bianchi                                        | Presegnala un tratto di strada con probabile improvvisa presenza od attraversamento di orsi bianchi (utilizzato unicamente alle Isole Svalbard). |

## Segnali di precedenza
| Segnale norvegese | Significato                                        | Spiegazione |
|                   | Dare precedenza                                    | Prescrive un incrocio in cui è necessario dare precedenza in corrispondenza della linea orizzontale.                                                          |
|                   | Fermarsi e dare la precedenza                      | Prescrive l'obbligo di arrestarsi in ogni caso in corrispondenza della striscia trasversale di arresto ad un incrocio e di dare precedenza.                   |
|                   | Strada con diritto di precedenza                   | Indica l'inizio di una strada il cui traffico ha diritto di precedenza.                                                                                       |
|                   | Fine della strada con diritto di precedenza        | Indica la fine di una strada il cui traffico ha diritto di precedenza.                                                                                        |
|                   | Intersezione con strada che non ha priorità        | Presegnala un incrocio con una strada di minore importanza in cui si ha la precedenza sui veicoli provenienti sia da destra che da sinistra.                  |
|                   | Precedenza ai veicoli provenienti in senso inverso | Prescrive di dare precedenza ai veicoli provenienti in direzione opposta in una strada a doppio senso che consente il passaggio di una sola fila di veicoli.  |
|                   | Precedenza rispetto al traffico inverso            | Indica la precedenza rispetto ai veicoli provenienti in direzione opposta in una strada a doppio senso che consente il passaggio di una sola fila di veicoli. |

## Segnali di divieto
I segnali di divieto in Norvegia sono per lo più circolari, con simboli neri su sfondo bianco ed hanno il bordo rosso. Le eccezioni sono i segnali per zone che sono rettangolari, e quelli di divieto di sosta che hanno un simbolo rosso su sfondo blu. Tutti questi segnali sono validi dal punto in cui sono installati in avanti fino al punto in cui è posizionato un segnale di fine del divieto o fino al successivo incrocio a seconda del segnale.
| Segnale norvegese | Significato                                                            | Spiegazione |
|                   | Divieto di accesso                                                     | Vieta di entrare in una strada accessibile invece in un altro senso. |
|                   | Divieto di transito                                                    | Vieta a tutti i veicoli di entrare in una strada. |
|                   | Divieto di transito a tutti i veicoli a motore                         | Vieta a tutti i veicoli a motore di entrare in una strada. |
|                   | Divieto di circolazione ai mezzi agricoli                              | Vieta il transito a tutti i mezzi agricoli e a tutti i mezzi che, per le loro caratteristiche costruttive, non sono in grado di raggiungere la velocità di 40 km/h. |
|                   | Divieto di circolazione per i motocicli e i ciclomotori                | Vieta il transito a tutti i motocicli e ciclomotori. |
|                   | Divieto di circolazione per i mezzi destinati al trasporto merci       | Vieta il transito ai veicoli da trasporto non adibiti al trasporto di persone. |
|                   | Divieto di circolazione alle biciclette                                | Vieta il transito alle biciclette. |
|                   | Accesso vietato ai pedoni                                              | Vieta il transito ai pedoni. |
|                   | Accesso vietato a pedoni e ciclisti                                    | Vieta il transito ai pedoni ed ai ciclisti. |
|                   | Accesso vietato agli animali da sella                                  | Vieta il transito agli animali da sella. |
|                   | Divieto di circolazione per i veicoli che trasportano merci pericolose | Vieta il transito ai veicoli che trasportano merci pericolose, come esplosivi, benzina, materie tossiche o radioattive. |
|                   | Massa a pieno carico massima                                           | Vieta il transito a tutti i veicoli a motore con più di due ruote aventi una massa a pieno carico superiore a quella indicata nel segnale. |
|                   | Larghezza massima                                                      | Vieta il transito ai veicoli aventi larghezza superiore a quella indicata in metri. |
|                   | Altezza massima                                                        | Vieta il transito ai veicoli aventi altezza superiore a quella indicata in metri. |
|                   | Lunghezza massima                                                      | Vieta il transito ai veicoli od ai complessi di veicoli di lunghezza superiore alla lunghezza indicata in metri. |
|                   | Peso massimo                                                           | Vieta il transito ai veicoli aventi peso effettivo superiore a quello indicato; nel caso di complessi di veicoli il limite di massa si intende valido per ciascun veicolo componente il complesso. |
|                   | Peso massimo di autotreni                                              | Vieta il transito ai complessi di veicoli (autotreni) il cui peso effettivo del complesso, considerato nel suo insieme, è superiore a quello indicato. Il divieto di transito si applica anche ai singoli veicoli (che non compongono un autotreno) se hanno un peso effettivo maggiore a quello indicato nel segnale. |
|                   | Peso massimo sull'asse                                                 | Vieta il transito ai veicoli aventi sull'asse più caricato una massa superiore a quella indicata al momento del transito. Nel caso il veicolo sia dotato di due assi ravvicinati il limite di massa da non superare sulla coppia di assi è pari a 1,5 volte quello indicato nel segnale mentre nel caso il veicolo sia dotato di tre assi ravvicinati il limite di massa da non superare sulla terna di assi è pari a 2 volte quello indicato nel segnale. |
|                   | Peso massimo sulla coppia di assi                                      | Vieta il transito ai veicoli aventi sulla coppia di assali gemelli più caricata una massa superiore a quella indicata al momento del transito. |
|                   | Fermarsi per controlli                                                 | Obbliga i conducenti all'arresto per i controlli di polizia. |
|                   | Fermarsi alla stazione di pedaggio                                     | Obbliga i conducenti all'arresto per il pedaggio della strada. |
|                   | Fermarsi alla dogana                                                   | Obbliga i conducenti all'arresto per i controlli doganali in prossimità delle frontiere nazionali. |
|                   | Divieto di svoltare a destra                                           | Vieta di svoltare a destra al prossimo incrocio. |
|                   | Divieto di svoltare a sinistra                                         | Vieta di svoltare a sinistra al prossimo incrocio. |
|                   | Divieto d'inversione                                                   | Vieta di effettuare un'inversione di marcia; la prescrizione si intende valida dal segnale fino alla successiva intersezione. |
|                   | Divieto di sorpasso                                                    | Vieta di sorpassare i veicoli a motore con più di due ruote; il divieto non si applica ai quei sorpassi che possono essere effettuati a destra in maniera legale. |
|                   | Divieto di sorpasso per gli autocarri                                  | Indica il divieto agli autocarri di massa a pieno carico superiore a 3,5 t di sorpassare i veicoli a motore con più di due ruote. |
|                   | Fine divieto di sorpasso                                               | Indica la fine del divieto a tutti i veicoli di sorpassare i veicoli a motore diversi da quelli aventi due o più ruote. |
|                   | Fine del divieto di sorpasso per gli autocarri                         | Indica la fine del divieto a tutti gli autocarri di massa a pieno carico oltre 3,5 t di sorpassare i veicoli a motore diversi da quelli aventi due o più ruote. |
|                   | Velocità massima                                                       | Indica la velocità massima in chilometri orari alla quale i veicoli possono procedere immediatamente dopo il segnale. |
|                   | Fine della velocità massima                                            | Indica la fine del limite sulla velocità massima alla quale i veicoli possono procedere e ripristina il consueto limite di velocità relativo alla strada percorsa. |
|                   | Zona a velocità limitata                                               | Indica una zona in cui la velocità è limitata a 30 km/h. |
|                   | Fine zona a velocità limitata                                          | Indica la fine di una zona con velocità limitata. |
|                   | Divieto di fermata                                                     | Vieta la sosta e la fermata o qualsiasi temporanea sospensione della marcia ai veicoli. |
|                   | Divieto di sosta                                                       | Vieta la sosta, fermata prolungata (parcheggio) ai veicoli, in quei luoghi dove per regola generale non vige tale divieto. |
|                   | Zona di parcheggio                                                     | Indica una zona destinata a parcheggio autorizzato. Consente la sosta a tempo indeterminato salvo indicazioni differenti. |
|                   | Zona a sosta vietata                                                   | Indica una zona in cui vige il divieto di sosta. Può essere integrato con indiciazioni sulla validità temporale del divieto di sosta. |
|                   | Fine della zona di parcheggio                                          | Indica la fine della zona destinata a parcheggio autorizzato. |
|                   | Fine della zona a sosta vietata                                        | Indica la fine della zona con divieto di sosta. |

## Segnali di obbligo
I segnali di obbligo in Norvegia sono circolari come quelli di divieto ma hanno i simboli bianchi su sfondo blu.
| Segnale norvegese | Significato                                    | Spiegazione |
|                   | Direzione obbligatoria a destra                | Indica che la sola direzione consentita al conducente è quella di andare a destra. |
|                   | Direzione obbligatoria a sinistra              | Indica che la sola direzione consentita al conducente è quella di andare a sinistra. |
|                   | Direzione obbligatoria dritto                  | Indica che la sola direzione consentita al conducente è quella di andare diritto. |
|                   | Preavviso di direzione obbligatoria a destra   | Preavvisa che la sola direzione consentita al conducente è quella di andare a destra. |
|                   | Preavviso di direzione obbligatoria a sinistra | Preavvisa che la sola direzione consentita al conducente è quella di andare a sinistra. |
|                   | Circolare diritto o svoltare a destra          | Direzioni consentite a dritto ed a destra. |
|                   | Circolare diritto o svoltare a sinistra        | Direzioni consentite a dritto ed a sinistra. |
|                   | Svoltare a destra o a sinistra                 | Direzioni obbligatorie a destra ed a sinistra. |
|                   | Passaggio obbligatorio a destra                | Obbliga i conducenti a passare a destra dell'ostacolo come un cantiere, uno spartitraffico, un salvagente o un'isola di traffico.                                                               |
|                   | Passaggio obbligatorio a sinistra              | Obbliga i conducenti a passare a sinistra dell'ostacolo come un cantiere, uno spartitraffico, un salvagente o un'isola di traffico.                                                             |
|                   | Intersezione con percorso rotatorio obbligato  | Indica ai conducenti l'obbligo di circolare nel verso antiorario indicato dalle frecce attorno all'area di rotazione. È posto subito prima di una piazza dove si svolge circolazione rotatoria. |

## Segnali di indicazione
| Segnale norvegese | Significato                                     | Spiegazione |
|                   | Autostrada                                      | Indica l'inizio di un'autostrada. |
|                   | Strada riservata ai veicoli a motore            | Indica l'inizio di una strada riservata ai veicoli a motore. |
|                   | Fine dell'autostrada                            | Indica la fine di un'autostrada. |
|                   | Fine strada riservata ai veicoli a motore       | Indica la fine di una strada riservata ai veicoli a motore. |
|                   | Corsia preferenziale per autobus                | Indica l'inizio di una corsia preferenziale riservata al transito degli autobus. Salvo diversa indicazione nella corsia preferenziale possono transitare anche veicoli di soccorso o emergenza, biciclette, ciclomotori a due ruote, motocicli a due ruote (senza sidecar) e veicoli a motore elettrico o a idrogeno; al contrario non possono transitare nella corsia preferenziale i minibus a meno che siano guidati da autista di professione in servizio oppure trasportino almeno 7 persone oltre al conducente. |
|                   | Corsia preferenziale per autobus e taxi         | Indica l'inizio di una corsia preferenziale riservata al transito degli autobus e dei taxi. Salvo diversa indicazione nella corsia preferenziale possono transitare anche veicoli di soccorso o emergenza, biciclette, ciclomotori a due ruote, motocicli a due ruote (senza sidecar) e veicoli a motore elettrico o a idrogeno; al contrario non possono transitare nella corsia preferenziale i minibus a meno che siano guidati da autista di professione in servizio oppure trasportino almeno 7 persone oltre al conducente. |
|                   | Corsia riservata ai veicoli del car pooling     | Indica l'inizio di una corsia riservata al transito dei veicoli con a bordo un numero di persone pari o superiore a quelle indicate nel segnale (quindi nell'esempio almeno due persone a bordo). Salvo diversa indicazione nella corsia preferenziale possono transitare, indipendentemente dal numero di persone trasportate, anche autobus, taxi, veicoli di soccorso o emergenza, biciclette, ciclomotori a due ruote, motocicli a due ruote (senza sidecar) e veicoli a motore elettrico o a idrogeno; al contrario non possono transitare nella corsia preferenziale i minibus a meno che siano guidati da autista di professione in servizio oppure trasportino almeno 7 persone oltre al conducente. |
|                   | Fine corsia riservata agli autobus              | Indica la fine della corsia riservata al transito degli autobus. |
|                   | Fine corsia riservata agli autobus ed ai taxi   | Indica la fine della corsia riservata al transito degli autobus e dei taxi. |
|                   | Fine corsia riservata alle auto del car pooling | Indica la fine della corsia riservata al transito delle autovetture con due o più persone a bordo. |
|                   | Fermata di autobus                              | Segnala una fermata di autobus. |
|                   | Fermata di tram                                 | Segnala una fermata di tram. |
|                   | Fermata di taxi                                 | Segnala una fermata di taxi. |
|                   | Passaggio pedonale                              | Indica un attraversamento pedonale non regolato da semaforo e non in corrispondenza di un incrocio stradale. |
|                   | Percorso pedonale                               | Indica un percorso riservato ai pedoni. |
|                   | Pista ciclabile                                 | Indica l'inizio di un percorso riservato alle biciclette. |
|                   | Corsia ciclabile                                | Indica l'inizio di una corsia riservata alle biciclette. |
|                   | Percorso misto pedonale e ciclabile             | Indica l'inizio di un percorso riservato ai pedoni ed alle biciclette. |
|                   | Piazzuola di scambio                            | Indica la presenza di una piazzuola di scambio, lungo strade strette in cui è difficoltoso l'incrocio con veicoli provenienti dalla direzione opposta. |
|                   | Senso unico                                     | Segnala il termine del doppio senso di circolazione all'interno di una carreggiata. |
|                   | Senso unico                                     | Segnala il termine del doppio senso di circolazione all'interno di una carreggiata. |
|                   | Strada senza uscita                             | Indica una strada senza uscita per tutti gli utenti della strada. |
|                   | Preavviso di strada senza uscita                | Preavvisa una strada senza uscita per tutti gli utenti della strada. |
|                   | Preavviso di strada senza uscita                | Preavvisa una strada senza uscita per tutti i veicoli che continuando come un percorso per pedoni e biciclette; se sul segnale al posto del simbolo della bici figura il pittogramma di un pedone significa che la strada prosegue solo come percorso pedonale. |
|                   | Preavviso di strada senza uscita a sinistra     | Preavvisa una strada a sinistra senza uscita per tutti i veicoli che continuando come un percorso per pedoni e biciclette; se sul segnale al posto del simbolo della bici figura il pittogramma di un pedone significa che la strada prosegue solo come percorso pedonale. |
|                   | Passaggio obbligatorio a destra o sinistra      | Obbliga i conducenti a passare a destra o a sinistra dell'ostacolo come un cantiere, uno spartitraffico, un salvagente o un'isola di traffico. |
|                   | Confluenza                                      | Indica la confluenza di due strade in una sola. |
|                   | Confluenza in una carreggiata                   | Indica la confluenza di una strada in un'altra principale. |
|                   | Riduzione delle corsie disponibili              | Indica una riduzione delle corsie disponibili. |
|                   | Aumento delle corsie disponibili                | Indica un aumento delle corsie disponibili. |
|                   | Utilizzo delle corsie                           | Indica l'utilizzo delle corsie disponibili. |
|                   | Carreggiata chiusa per lavori                   | Indica una chiusura di una carreggiata. |
|                   | Zona residenziale                               | Indica l'inizio di una zona residenziale. |
|                   | Fine della zona residenziale                    | Indica la fine di una zona residenziale. |
|                   | Zona pedonale                                   | Indica l'inizio di una zona pedonale. |
|                   | Fine della zona pedonale                        | Indica la fine della zona pedonale. |
|                   | Parcheggio                                      | Indica un parcheggio autorizzato. Consente la sosta a tempo indeterminato salvo indicazioni differenti. |
|                   | Piazzuola di emergenza                          | Indica una piazzola dove è consentita la fermata di emergenza. |
|                   | Controllo di velocità                           | Indica un tratto di strada soggetto a rilevazione automatica della velocità. |
|                   | Videosorveglianza                               | Indica un luogo in cui è in funzione un sistema di videosorveglianza. |
|                   | Posto di pagamento                              | Indica il nome e la funzione di un posto di pedaggio od altre cose in base a ciò che vi è indicato. Ha sfondo giallo se indica qualcosa di provvisorio o arancio se installato lungo una deviazione. |
|                   | Uscita di emergenza                             | Indica un'uscita di emergenza in una galleria. |
|                   | Direzione e distanza per l'uscita di emergenza  | Indica la distanza e la direzione per la più vicina uscita di emergenza. |

## Segnali di servizi
| Segnale norvegese | Significato                                           | Spiegazione |
|                   | Radio informazioni stradali                           | Indica la frequenza sulla quale si possono ricevere notizie sullo stato del traffico.                                             |
|                   | Pronto soccorso                                       | Indica la presenza di un pronto soccorso.                                                                                         |
|                   | Telefono di emergenza                                 | Indica un telefono per chiamate di emergenza.                                                                                     |
|                   | Estintore                                             | Indica la presenza di un estintore.                                                                                               |
|                   | Assistenza meccanica                                  | Indica la presenza di un'officina di riparazioni.                                                                                 |
|                   | Rifornimento                                          | Indica la presenza di un posto di rifornimento.                                                                                   |
|                   | Area con scarico liquami                              | Indica la presenza di un'area di sosta con la presenza di un impianto per lo scarico delle acque reflue di autocaravan o caravan. |
|                   | Bagni pubblici                                        | Indica la presenza di servizi igienici pubblici.                                                                                  |
|                   | Area pic-nic                                          | Indica la presenza di un'area pic-nic.                                                                                            |
|                   | Area pic-nic con bagni pubblici                       | Indica la presenza di un'area pic-nic con bagni pubblici.                                                                         |
|                   | Bar                                                   | Indica la presenza di un bar. |
|                   | Ristorante                                            | Indica la presenza di un ristorante.                                                                                              |
|                   | Campeggio                                             | Indica un campeggio. |
|                   | Terreno per caravan                                   | Indica un terreno per la sosta di caravan o motorhome.                                                                            |
|                   | Cottage                                               | Indica la presenza di un cottage.                                                                                                 |
|                   | Ostello della gioventù                                | Indica la presenza di un ostello della gioventù.                                                                                  |
|                   | Posto per pernottare                                  | Indica la presenza di una struttura con camere disponibili per l'ospitalità.                                                      |
|                   | Informazioni                                          | Indica la presenza di un punto informazioni.                                                                                      |
|                   | Centro informazioni                                   | Indica la presenza di un centro informazioni.                                                                                     |
|                   | Attrazione turistica                                  | Indica la presenza di un'attrazione turistica.                                                                                    |
|                   | Museo o galleria d'arte                               | Indica la presenza di un museo od una galleria d'arte.                                                                            |
|                   | Punto panoramico                                      | Indica la presenza di un punto panoramico.                                                                                        |
|                   | Area naturalistica protetta                           | Indica la presenza di un'area naturalistica protetta.                                                                             |
|                   | Luogo di balneazione                                  | Indica la presenza di un luogo in cui è possibile la balneazione.                                                                 |
|                   | Punto di pesca                                        | Indica la presenza di un fiume o lago o mare in cui si può pescare.                                                               |
|                   | Punto di partenza per un percorso escursionistico     | Indica la presenza di percorso escursionistico con partenza nei pressi del segnale.                                               |
|                   | Punto di partenza per un percorso sci-escursionistico | Indica la presenza di percorso sci-escursionistico con partenza nei pressi del segnale.                                           |
|                   | Area turistica tradizionale                           | Indica la presenza di un'area turistica tradizionale.                                                                             |

## Segnali di direzione
I segnali di direzione in Norvegia hanno sfondo giallo per indicare località geografiche raggiungibili su strade comuni o sfondo blu se installati lungo le autostrade. Come nella maggior parte d'Europa, i segnali con sfondo bianco indicano destinazioni locali, quelli con sfondo marrone indicano località o destinazioni turistiche e quelli con sfondo arancione sono utilizzati lungo deviazioni temporanee.
| Segnale norvegese | Significato                                                    | Spiegazione |
|                   | Presegnalazione di direzioni su strada extraurbana             | Indica le direzioni raggiungibili al prossimo incrocio lungo una strada extraurbana.                                                                                   |
|                   | Presegnalazione di direzioni su strada extraurbana             | Indica le direzioni raggiungibili al prossimo incrocio lungo una strada extraurbana.                                                                                   |
|                   | Presegnalazione di direzioni su autostrada                     | Indica le direzioni raggiungibili al prossimo incrocio per raggiungere un'autostrada.                                                                                  |
|                   | Presegnalazione di direzioni su strada extraurbana             | Indica le direzioni raggiungibili al prossimo incrocio su strada extraurbana.                                                                                          |
|                   | Presegnalazione di direzioni su strada comune a ponte          | Indica le direzioni raggiungibili al prossimo incrocio lungo una strada comune e posto a scavalco sopra la carreggiata.                                                |
|                   | Presegnalazione di direzioni per strada extraurbana principale | Presegnala le direzioni raggiungibili al prossimo incrocio per raggiungere una strada extraurbana principale.                                                          |
|                   | Presegnalazione di direzioni per strada extraurbana            | Indica le direzioni raggiungibili al prossimo incrocio per raggiungere una strada extraurbana.                                                                         |
|                   | Utilizzo delle corsie in un incrocio                           | Indica la canalizzazione che si ha nel prossimo incrocio. |
|                   | Numero strada europea                                          | Identifica una strada europea. |
|                   | Numero di strada che conduce ad una strada europea             | Identifica una strada che conduce alla strada europea col numero indicato.                                                                                             |
|                   | Numero superstrada                                             | Identifica una superstrada. |
|                   | Numero di strada che conduce ad una superstrada                | Identifica una strada che conduce alla superstrada col numero indicato.                                                                                                |
|                   | Numero strada statale                                          | Identifica una strada statale. |
|                   | Numero di strada che conduce ad una strada statale             | Identifica una strada che conduce alla strada statale col numero indicato.                                                                                             |
|                   | Circonvallazione                                               | Indica una strada che funge da circonvallazione ad un centro urbano.                                                                                                   |
|                   | Strada che conduce alla circonvallazione                       | Indica una strada che conduce all'arteria che funge da circonvallazione ad un centro urbano.                                                                           |
|                   | Luogo turistico                                                | Indica un luogo turistico; il simbolo può variare in base al monumento.                                                                                                |
|                   | Strada per autocarri                                           | Identifica una strada percorribile da autocarri. |
|                   | Strada per veicoli con merci pericolose                        | Identifica una strada percorribile da mezzi che trasportano merci pericolose.                                                                                          |
|                   | Direzione della deviazione                                     | Indica una deviazione; i simboli identici sono utilizzati negli incroci progressivi che si incontrano lungo la deviazione per indicare la strada oggetto della stessa. |
|                   | Direzione della deviazione                                     | Indica la direzione della deviazione lungo la strada che si sta percorrendo.                                                                                           |
|                   | Numero uscita su autostrada                                    | Identifica un'uscita lungo un'autostrada. |
|                   | Numero uscita su strada a corsie separate                      | Identifica un'uscita lungo una strada a corsie separate. |
|                   | Numero uscita su strada a carreggiata unica                    | Identifica un'uscita lungo una strada a carreggiata unica. |
|                   | Inizio della regione                                           | Indica l'inizio di una regione. |
|                   | Inizio del territorio comunale                                 | Indica l'inizio del territorio di un comune. |
|                   | Nome via                                                       | Identifica una via. |
|                   | Segnale di itinerario                                          | Indica le località e le destinazioni raggiungibili alla prossima uscita.                                                                                               |
|                   | Preavviso di deviazione per categorie di veicoli               | Preavvisa una deviazione lungo la strada che si sta percorrendo per limitazioni al transito ed indica l'itinerario alternativo.                                        |
|                   | Preavviso di deviazione                                        | Preavvisa una deviazione lungo la strada che si sta percorrendo. |
|                   | Fine della deviazione                                          | Indica la fine della deviazione. |
|                   | Presegnalazione di direzioni per percorso pedonale             | Indica le direzioni raggiungibili al prossimo incrocio lungo un percorso pedonale.                                                                                     |
|                   | Presegnalazione di direzioni per pista ciclabile               | Indica le direzioni raggiungibili al prossimo incrocio lungo una pista ciclabile.                                                                                      |
|                   | Preavviso di incrocio lungo una pista ciclabile                | Preavvisa le direzioni raggiungibili al prossimo incrocio lungo una pista ciclabile.                                                                                   |
|                   | Numero pista ciclabile                                         | Identifica una pista ciclabile. |
|                   | Distanze per pista ciclabile                                   | Indica le distanze ai prossimi centri lungo una pista ciclabile. |

## Pannelli integrativi
| Segnale norvegese | Significato                              | Spiegazione |
|                   | Distanza                                 | Indica la distanza alla prescrizione indicata. |
|                   | Estesa                                   | Indica per quanti metri o chilometri il segnale a cui si riferisce è valido. |
|                   | Limite temporale                         | Indica la durata temporale a cui il pannello integrativo si riferisce. Le cifre nere senza parentesi si riferiscono ai giorni feriali (tranne i prefestivi). Le cifre tra parentesi in nero si riferiscono al sabato o ad un giorno prefestivo. I numeri rossi si riferiscono alla domenica o ad un giorno festivo. |
|                   | Categorie                                | Indica che l'indicazione è riferita alla categoria di veicoli indicata. |
|                   | Disabili                                 | Indica che la prescrizione è riservata alle persone con disabilità. |
|                   | Eccetto bus e taxi                       | Indica che la prescrizione non si applica a bus e taxi. |
|                   | Segnale riferito alla direzione indicata | Indica che il segnale stradale a cui si riferisce il pannello integrativo è per la direzione indicata. |
|                   | Velocità consigliata                     | Indica la velocità consigliata nel tratto di strada. |
|                   | Pendenza                                 | Indica la pendenza della strada per il segnale a cui si riferisce. |
|                   | Larghezza                                | Indica la larghezza specifica. |
|                   | Veicoli a slitta                         | Indica che è possibile l'attraversamento o la circolazione di veicoli a slitta. |
|                   | Possibilità di incidente                 | Indica una particolare conformazione della strada che può portare ad incidenti. |
|                   | Andamento della strada principale        | Indicano l'andamento della strada principale. |
|                   | Distanza allo STOP                       | Indica la distanza al segnale di fermarsi e dare precedenza. |
|                   | Pista ciclabile a doppio senso di marcia | Indica che la pista ciclabile sulla quale è installato è a doppio senso di marcia. |
|                   | Inizio, continua e fine                  | Indicano l'inizio, la continuazione e la fine di una prescrizione. |
|                   | Disposizione dei posti auto              | Indicano la disposizione dei posti auto. |
|                   | Zona con disco orario                    | Indica che per parcheggiare in quella zona è necessario il disco orario, per quanti minuti è consentita la sosta e gli orari di applicazione di tale prescrizione. |
|                   | Limite temporale per categorie           | Indica la durata temporale a cui il pannello integrativo si riferisce, solo per la categoria indicata. Le cifre nere senza parentesi si riferiscono ai giorni feriali (tranne i prefestivi). Le cifre tra parentesi in nero si riferiscono al sabato o ad un giorno prefestivo.                                     |